# René Painhart
René Painhart (* 1962/1963) ist ein ehemaliger österreichischer Basketballspieler.

## Laufbahn
1979 nahm Painhart mit der U16-Nationalmannschaft Österreichs an der in Syrien ausgetragenen Kadetteneuropameisterschaft teil.
Der zwei Meter große Innenspieler lief in der Bundesliga für die Vereine ABC Wels (1981/82), UBLV Tyrolia Wien (1982 bis 1984), UBSC Wien (1984 bis 1986), Union Sefra-Tyrolia Wien (1986 bis 1990) und Basket Flyers Wien (1990/91) auf.
Er sammelte zusätzlich Erfahrung im Europapokal. Für die Nationalmannschaft seines Heimatlandes bestritt Painhart 44 Länderspiele.